# Mocne Kino
Mocne Kino – jeden z miesięczników z filmami sprzedawanych przez Carisma Entertainment Group. Miesięcznik istnieje od 2007 roku. Do tej gazety Carisma planowała dodawać klasykę filmów akcji, thrillerów i filmów z dreszczykiem. Obecnie dodaje stare filmy z innych Kin.

## Spis filmów wMocnym Kiniew 2007 roku
- nr 01/2007: Sekcja Alfa (w roli głównej Michael Madsen)

## Spis filmów wMocnym Kiniew 2008 roku
- nr 01/2008: Wysłanniczka (w roli głównej Michael Madsen)
- nr 02/2008: Kryptonim Alexa
- nr 03/2008: Cel Alexa
- nr 04/2008: Bandyta (KK) lub W mroku zła (KGX)
- nr 05/2008: Kanibal z Rotenburga (KK) lub Ostatnia sekta (KG)